# Arquidiócesis de Siracusa
La arquidiócesis de Siracusa (en latín: Archidioecesis Syracusana y en italiano: Arcidiocesi di Siracusa) es una circunscripción eclesiástica de la Iglesia católica en Italia. Se trata de una arquidiócesis latina, sede metropolitana de la provincia eclesiástica de Siracusa. Desde el 24 de julio de 2020 su arzobispo es Francesco Lomanto.

## Territorio y organización

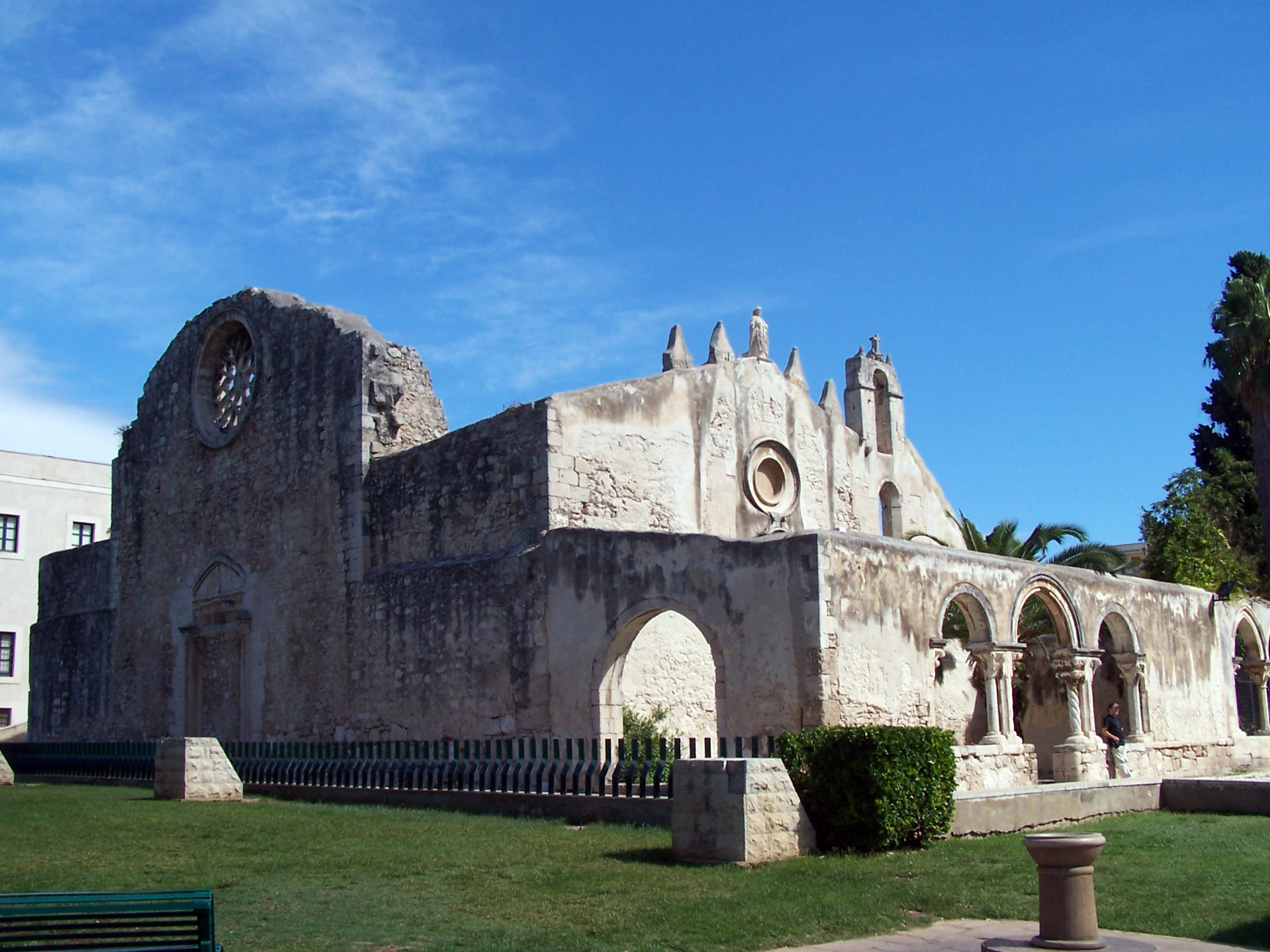
Excatedral de San Juan en las Catacumbas, en Siracusa

La arquidiócesis tiene 1342 km² y extiende su jurisdicción sobre los fieles católicos de rito latino residentes en parte de la región de Sicilia, comprendiendo 16 comunas del consorcio comunal libre de Siracusa (creado en 2015 en remplazo de la abolida provincia de Siracusa): Augusta, Buccheri, Buscemi, Canicattini Bagni, Carlentini, Cassaro, Ferla, Floridia, Francofonte, Lentini, Melilli, Palazzolo Acreide, Priolo Gargallo, Siracusa, Solarino y Sortino.

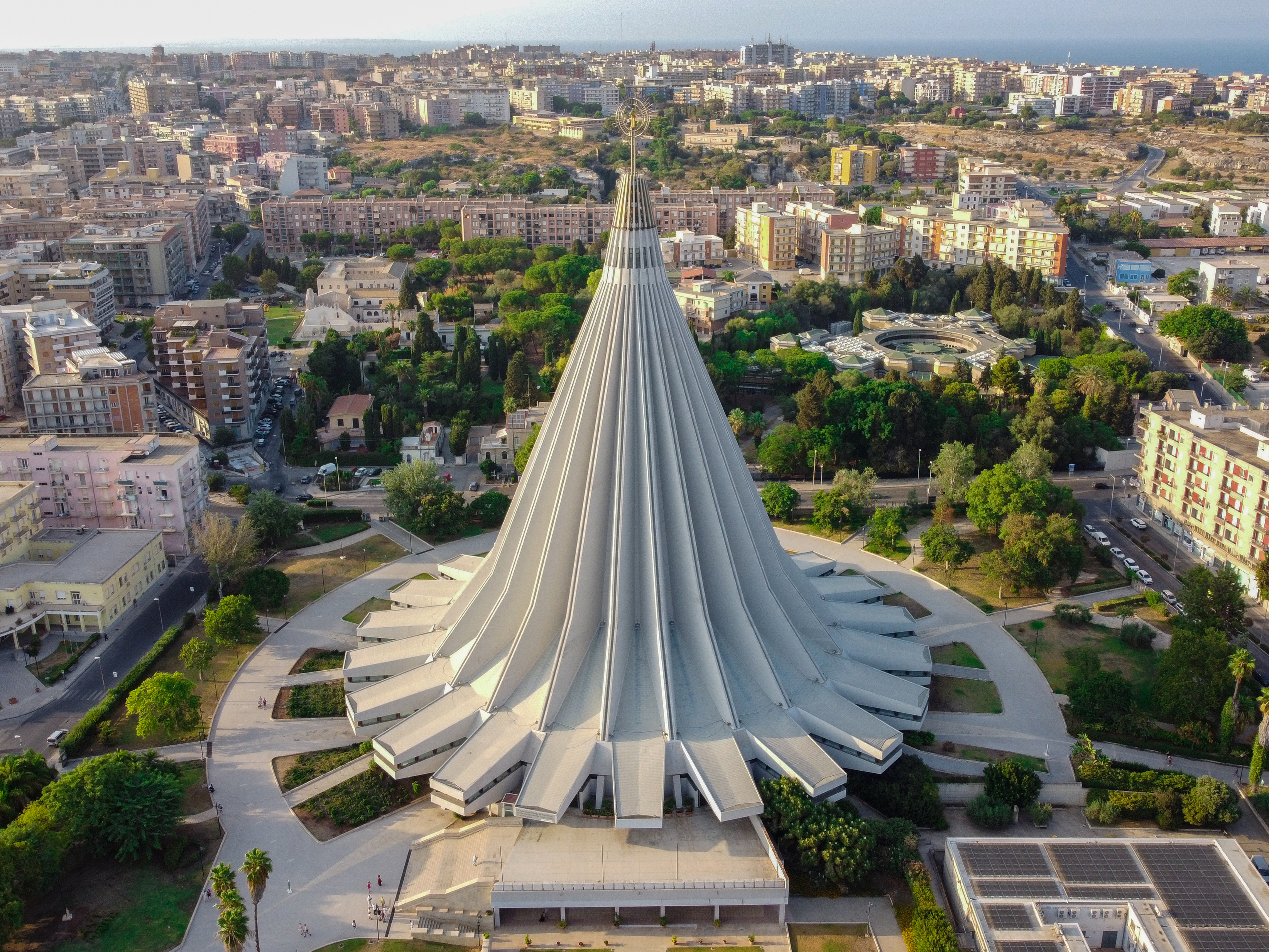
Basílica santuario de la Virgen de las Lágrimas, en Siracusa

La sede de la arquidiócesis se encuentra en la ciudad de Siracusa, en donde se halla la Catedral de la Natividad de la Santísima Virgen María, la excatedral de San Juan en las Catacumbas y la basílica santuario de la Virgen de las Lágrimas, un importante lugar de culto mariano.

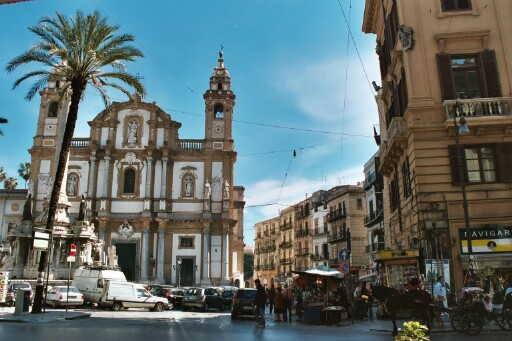
Iglesia de Santo Domingo, en Palermo

En 2022 en la arquidiócesis existían 76 parroquias agrupadas en 4 vicariatos: Siracusa, Augusta-Melilli, Lentini y Palazzolo-Floridia.

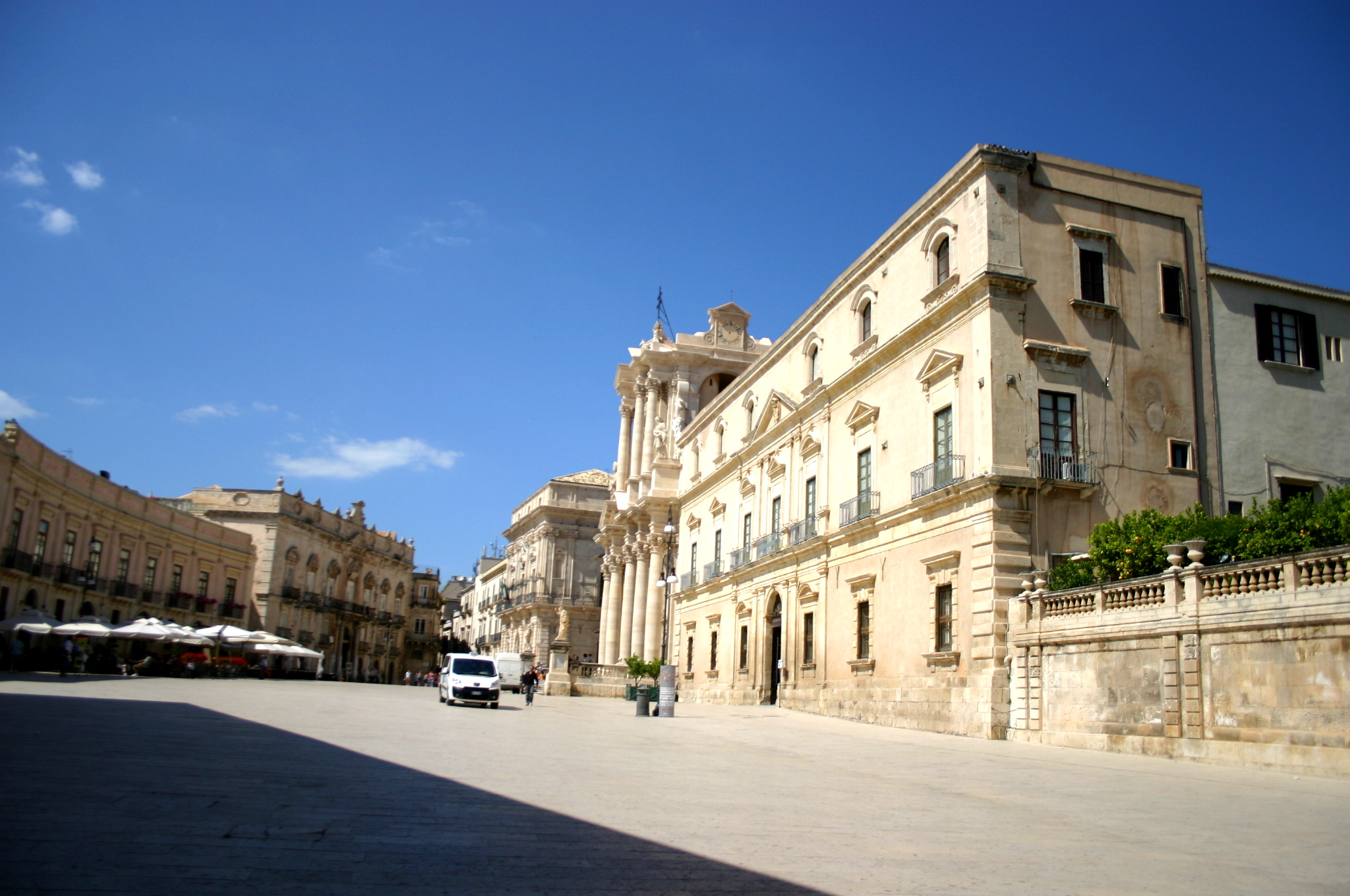
Palacio archiepiscopal de Siracusa

La arquidiócesis tiene como sufragáneas a las diócesis de Noto y de Ragusa.

## Historia
Según la tradición, la Iglesia de Siracusa es una de las más antiguas del cristianismo. San Marciano, enviado por el apóstol Pedro cuando todavía estaba en Antioquía, llegó a Siracusa y se convirtió en el protoobispo de su Iglesia. Esta tradición se basa, sin embargo, en una fuente tardía, el Encomio de san Marciano, del siglo VII. Aunque los testimonios cristianos más antiguos en Siracusa se remontan al siglo II y residen en las catacumbas de San Juan y de Santa Lucía. «La Iglesia de Siracusa es la primera hija de san Pedro y la segunda consagrada a Cristo después de la de Antioquía».
Los Hechos de los Apóstoles (28,12), atestiguan que en su viaje a Roma, el apóstol Pablo en el año 61 desembarcó en Siracusa y permaneció allí tres días.
Dada su posición geográfica y su importancia estratégica, militar, comercial y cultural en el mar Mediterráneo, la ciudad de Siracusa debió recibir muy pronto la nueva religión y vio formarse una comunidad desde el comienzo mismo del cristianismo. A pesar de los elementos legendarios, no se puede excluir que Marciano fuera el primer obispo de la comunidad cristiana de Siracusa, probablemente viviendo a mediados del siglo III.
En el siglo IV las huellas de la vida cristiana se hacen más seguras, a partir del martirio de santa Lucía. Según Eusebio de Cesarea, después del Edicto de Milán el emperador Constantino dirigió una carta al obispo de Siracusa, Cresto, para invitarlo al Concilio de Arlés en 314. Es el primer obispo de Siracusa documentado históricamente. Las fuentes literarias informan luego los nombres de los obispos: Germano, que vivió en el siglo IV; Eulalio, conocido por la vida de Fulgencio de Ruspe y que participó en el sínodo romano de 501; Stefano I, que vivió a mediados del siglo VI en la época de Belisario; una persona anónima (quizás Eleuterio), documentada en el epistolario del papa Pelagio I (558 y 561); y Maximiano, nombrado por Gregorio Magno como su vicario para toda Sicilia, a quien sucedió el obispo Giovanni I, a quien el papa envió el palio. Las fuentes epigráficas han sacado a la luz los nombres de los obispos Vesperio (o Cerapione) y Siracusio, que vivieron en un período no anterior al siglo IV.
Como lo atestigua la correspondencia de Gregorio Magno, hasta principios del siglo VII Sicilia no tenía sedes metropolitanas y, aunque políticamente sujeta al Imperio bizantino, dependía desde el punto de vista eclesiástico del patriarcado de Roma: de hecho todas las diócesis sicilianas eran sufragáneas de la diócesis de Roma. Sólo en la primera mitad del siglo VIII, a raíz de las controversias sobre la iconoclasia, Sicilia fue apartada de la jurisdicción de Roma por el emperador León III el Isáurico y sometida al patriarcado de Constantinopla (circa 732). La creciente importancia de la ciudad, capital del tema de Sicilia, favoreció la asignación del título metropolitano a los obispos de Siracusa, documentado por primera vez en la Notitia Episcopatuum de Basilio el Armenio (datada entre 820 y 842). El primer arzobispo podría ser Marciano II (antes de 787), cuyo sello episcopal en griego se ha descubierto.
En la Notitia Episcopatuum redactada en tiempos del emperador León VI y datable a principios del siglo X, Siracusa aparece en el puesto 13 entre las sedes metropolitanas del patriarcado constantinopolitano, y tenía jurisdicción sobre todas las diócesis de la isla, incluida Malta. La situación descrita por esta Notitia Episcopatuum es, sin embargo, puramente ideal; de hecho en el año 878 Siracusa fue conquistada por los árabes, que ya habían subyugado el resto de la isla. El último arzobispo, Teodoro IV, fue deportado a Palermo. La comunidad siracusana también tuvo mártires, Giovanni y Andrea, con sus hijos Pietro y Antonio, deportados a África y asesinados por el emir Ibrahim. Durante los dos siglos siguientes no hay noticias de la presencia cristiana en la ciudad. Los sellos episcopales han transmitido los nombres de dos arzobispos de Siracusa (o Sicilia), Leone y Nicola, que vivieron entre los siglos X y XI. Lo más probable es que no residieran en la isla y el título que se les confirió fuera puramente honorífico.
Siracusa fue conquistada por los normandos en 1086 y restablecida como sede episcopal, ya no metropolitana, con un diploma de Roger de Altavilla en 1093. La diócesis, que se extendía por la parte sureste de la isla incluyendo el territorio de la antigua diócesis de Lentini, fue declarada inicialmente sujeta inmediatamente a la Santa Sede (confirmada en 1169), pero en 1188 pasó a ser sufragánea de la arquidiócesis de Monreale. El primer obispo fue Roger, consagrado por el papa Urbano II.
El obispo Girolamo Beccadelli Bologna (1541-1560) participó en el Concilio de Trento. Promovió la reforma del clero, convocó un sínodo diocesano en 1553 e hizo imprimir un catecismo en italiano. Su sucesor, Giovanni Orosco de Arzés (1562-1574), fue el encargado de fundar el seminario episcopal, establecido el 15 de abril de 1566.
El territorio de la diócesis permaneció inalterado desde la época de los normandos hasta el siglo XIX, cuando, coincidiendo con la reorganización de las diócesis sicilianas, Siracusa tuvo que ceder porciones de territorio en favor de la formación de nuevas diócesis: Caltagirone (el 12 de septiembre de 1816 mediante la bula Romanus Pontifex del papa Pío VII), Piazza Armerina (el 3 de julio de 1817 mediante la bula Pervetustam locorum del papa Pío VII) y Noto (el 15 de mayo de 1844 mediante la bula Gravissimum sane munus del papa Gregorio XVI). Estas reducciones encontraron una fuerte oposición por parte de los obispos y notables de Siracusa y fueron aceptadas con renuencia por el clero diocesano, como surge de las palabras del historiador y sacerdote Francesco Serafino, autor de la entrada sobre Siracusa en la obra de Vincenzio d'Avino: «Sin embargo, los tiempos difíciles no cesaron, los acontecimientos lúgubres continuaron ocurriendo, la cátedra de san Marciano y Siracusa fueron degradadas, empobrecidas y, excepto el nombre, casi extinguidas. Primero perdió el honor del palio, único emblema de su pasada grandeza, luego su jurisdicción episcopal disminuyó día a día, se redujo a la mitad, luego su vasta diócesis fue despedazada...»
En el mismo contexto, sin embargo, Siracusa recuperó su "grandeza pasada". De hecho, el 27 de marzo de 1832, mediante la bula Universalis Ecclesiae del papa Gregorio XVI, se convirtió en diócesis inmediatamente sujeta a la Santa Sede. Posteriormente, el 20 de mayo de 1844, fue elevada al rango de arquidiócesis metropolitana mediante la bula In suprema del mismo papa Gregorio XVI, con tres sufragáneas: Caltagirone, Piazza Armerina y Noto.
En 1868 la arquidiócesis quedó vacante debido a la muerte de Ángel Robino. La sede vacante se prolongó también por los intentos del gobierno liberal de intervenir en el nombramiento de obispos, que estaba sujeto al exequatur y a la pretensión de arrebatar el patronato real a los monarcas anteriores, es decir, de gozar del derecho de presentación de obispos. Después de la fractura entre Iglesia y Estado con la toma de Porta Pia el 20 de septiembre de 1870, la Santa Sede se negó a ponerse de acuerdo sobre los nombramientos de obispos y entre 1871 y 1872 procedió a nombramientos unilaterales para las diócesis sicilianas, eligiendo para Siracusa a Giuseppe Guarino, que no era del agrado del gobierno. Nunca recibió el exequatur, sino que se le ordenó abandonar el palacio arzobispal, del que fue desalojado con el uso de la fuerza, pero también la expulsión forzada de la diócesis y la encomienda de la diócesis a un vicario capitular.
El 6 de mayo de 1950 cedió una ulterior porción de territorio con el fin de erigir la diócesis de Ragusa mediante la bula Ad dominicum gregem del papa Pío XII, que inicialmente estuvo unida aeque principaliter a la arquidiócesis de Siracusa hasta 1955. Sin embargo, el 11 de julio siguiente, el territorio diocesano se amplió con la devolución a Siracusa de las comunas de Buccheri, Buscemi, Cassaro, Ferla y Palazzolo Acreide, que en el siglo XIX habían sido cedidos a la diócesis de Noto.
Del 29 de agosto al 1 de septiembre de 1953 una estatuilla del Inmaculado Corazón de María derramó lágrimas. Los obispos sicilianos confirmaron el acontecimiento milagroso ya el 12 de diciembre de ese año. El 6 de noviembre de 1994 el papa Juan Pablo II, durante su visita pastoral a Catania y Siracusa, consagró el Santuario de Nuestra Señora de las Lágrimas, construido en el lugar de las lágrimas milagrosas. En 2002 Juan Pablo II elevó el santuario a la dignidad de basílica menor.
El 2 de diciembre de 2000 las sedes metropolitanas sicilianas fueron reorganizadas y Siracusa cedió las diócesis de Caltagirone y Piazza Armerina a la arquidiócesis de Catania y a la arquidiócesis de Agrigento respectivamente.
El 15 de diciembre de 2004 el cuerpo venerado de santa Lucía permaneció durante cinco días en Siracusa, ciudad natal de la virgen. El mismo acontecimiento ocurrió 10 años después, en 2014: de hecho, el cuerpo de santa Lucía, acompañado por el patriarca de Venecia Francesco Moraglia, permaneció en Siracusa del 14 al 22 de diciembre de 2014.
El 15 de julio de 2005 se firmó un acuerdo entre la arquidiócesis de Siracusa y la Pontificia Facultad Teológica de Sicilia "San Giovanni Evangelista" de Palermo por el cual la Facultad instituye, dentro del curso de licenciatura en teología, en la sección de especialización en teología dogmática, el discurso eclesiológico con caracterización mariológica. En el Instituto Superior de Ciencias Religiosas “San Metodio” también se imparten cursos de licenciatura en Teología.

## Estadísticas
Según el Anuario Pontificio 2023 la arquidiócesis tenía a fines de 2022 un total de 285 000 fieles bautizados.
| Año                                                                             | Población            | Población | Población      | Sacerdotes | Sacerdotes    | Sacerdotes    | Bautizados por sacerdote | Diáconos permanentes | Religiosos | Religiosos | Parroquias |
| Año                                                                             | Bautizados católicos | Total     | % de católicos | Total      | Clero secular | Clero regular | Bautizados por sacerdote | Diáconos permanentes | Varones    | Mujeres    | Parroquias |
| ------------------------------------------------------------------------------- | -------------------- | --------- | -------------- | ---------- | ------------- | ------------- | ------------------------ | -------------------- | ---------- | ---------- | ---------- |
| 1970                                                                            | 267 250              | 269 400   | 99.2           | 183        | 124           | 59            | 1460                     |                      | 75         | 425        | 65         |
| 1978                                                                            | 290 800              | 293 870   | 99.0           | 184        | 124           | 60            | 1580                     |                      | 70         | 495        | 67         |
| 1990                                                                            | 308 000              | 318 000   | 96.9           | 165        | 123           | 42            | 1866                     | 2                    | 45         | 354        | 74         |
| 1999                                                                            | 331 000              | 335 000   | 98.8           | 164        | 121           | 43            | 2018                     |                      | 48         | 357        | 76         |
| 2000                                                                            | 333 000              | 337 000   | 98.8           | 166        | 124           | 42            | 2006                     | 4                    | 49         | 313        | 76         |
| 2001                                                                            | 335 000              | 339 000   | 98.8           | 165        | 123           | 42            | 2030                     | 4                    | 49         | 313        | 76         |
| 2002                                                                            | 320 000              | 330 000   | 97.0           | 162        | 120           | 42            | 1975                     | 5                    | 49         | 291        | 76         |
| 2003                                                                            | 320 000              | 330 000   | 97.0           | 151        | 118           | 33            | 2119                     | 5                    | 38         | 255        | 76         |
| 2004                                                                            | 320 000              | 330 000   | 97.0           | 148        | 116           | 32            | 2162                     | 7                    | 37         | 232        | 76         |
| 2010                                                                            | 320 000              | 330 000   | 97.0           | 136        | 105           | 31            | 2352                     | 13                   | 34         | 163        | 76         |
| 2014                                                                            | 289 162              | 297 286   | 97.3           | 140        | 103           | 37            | 2065                     | 16                   | 40         | 171        | 76         |
| 2017                                                                            | 290 215              | 297 313   | 97.6           | 135        | 111           | 24            | 2149                     | 37                   | 29         | 136        | 76         |
| 2020                                                                            | 290 450              | 299 100   | 97.1           | 125        | 101           | 24            | 2323                     | 36                   | 30         | 118        | 76         |
| 2022                                                                            | 285 000              | 294 901   | 96.6           | 138        | 105           | 33            | 2065                     | 57                   | 40         | 133        | 76         |
| Fuente: Catholic-Hierarchy, que a su vez toma los datos del Anuario Pontificio. |                      |           |                |            |               |               |                          |                      |            |            |            |

### Vida consagrada
Entre los institutos de vida consagrada y sociedades de vida apostólica presentes en Siracusa se encuentran: las salesianas, el Cenáculo dominico, los capuchinos, los franciscanos observantes, las carmelitas descalzas, los carmelitas descalzos, las Hermanas Franciscanas Misioneras del Corazón de María, las Hermanas del Sagrado Corazón de Ragusa, las Hermanas de las Pobres, las Hijas de San José de Genoni, las Capuchinas del Sagrado Corazón, el Instituto del Sagrado Corazón, las carmelitas, las hermanas de Santa Ana, las Ursulinas de la Sagrada Familia (ursulinas de Siracusa), las carmelitas misioneras, las hermanas dominicas, las hermanas hijas de la Iglesia, entre otros.

## Episcopologio

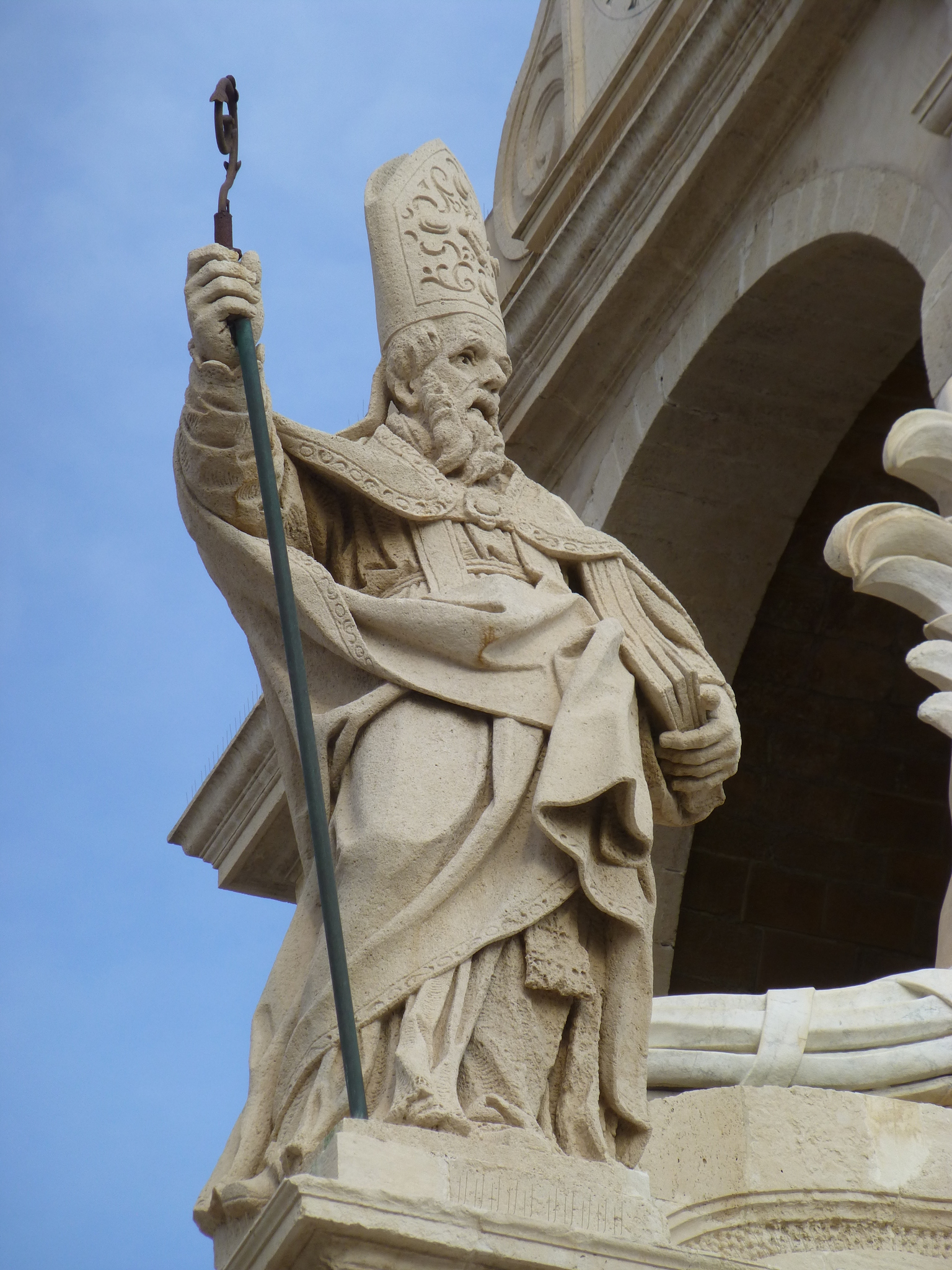
Según la tradición católica, san Marciano fue discípulo de san Pedro y primer obispo de Siracusa

El catálogo más antiguo de los obispos de Siracusa fue publicado en 1520 por Cristoforo Schobar, quien se basó en un antiguo manuscrito, llamado Archetipo, hoy desaparecido. El Episcoporum Syracusanorum numerus informa de una lista de 50 obispos hasta la conquista árabe de 878. Según el historiador Francesco Lanzoni, «este catálogo en su parte más antigua no depende de los dípticos de la iglesia siracusana, sino que es una compilación literaria. El compilador, convencido de que san Marciano fue el primer obispo de Siracusa y discípulo personal de san Pedro, colocó a Marciano en primer lugar, aproximadamente a mediados del siglo I, y llenó el espacio vacío hasta el año 314 (en el que aparece el primer obispo de Siracusa después de Marciano en los documentos contemporáneos) o bien con nombres ficticios, o bien reduplicando parcialmente los nombres conocidos de la época siguiente». La epigrafía, la esfragística y la arqueología han enriquecido la lista episcopal siracusana con nuevos nombres y han contribuido a redefinir mejor el orden y la cronología del catálogo antiguo.
Para el primer milenio, la presente cronología considera sólo 23 de los 50 nombres reportados en el antiguo catálogo siracusano, aquellos para los cuales "hay o se presume certeza con un alto grado de confiabilidad". A éstos se añaden otros 6 obispos, documentados por otras fuentes pero ausentes en el catálogo.
- San Marciano I † (I o siglo III)[nota 3][25]
- Cresto I † (mencionado en 314)
- Germano I † (siglo IV)
- Vesperio †
- Siracusio †[nota 4]
- San 'Eulalio † (antes del 499/500-después de 505)
- Stefano I † (mitad del siglo VI)[nota 5]
- Anónimo (Eleuterio?) † (antes del 558-después de 561)
- San Massimiano, O.S.B. † (antes de octubre de 591-agosto-noviembre de 594 falleció)
- San Giovanni I † (595-después de 603)
- Germano II †
- Pietro † (al tiempo del papa Honorio I)[nota 6]
- Isacco † (al tiempo del papa Juan IV)[nota 7]
- San Zosimo, O.S.B. † (circa 642/649-circa 655/662 falleció)[nota 8]
- San 'Elia, O.S.B. †
- Teodoro I †
- Giorgio † (mencionado en 668)
- Teodosio I †
- San Teodosio II † (antes del 679-después de 680)[nota 9]
- Giovanni II †
- Maurizio †[nota 10]
- Teodosio III †
- Marziano II †[nota 11]
- Teodosio IV †
- Stefano II † (mencionado en 787)
- Teodoro II † (al tiempo del patriarca Antonio I 821-837)
- Teodoro III Krithinos † (836-después de 840)[nota 12]
- Gregorio Asbesta † (844-852 depuesto)
- Teodoro IV † (852-858 depuesto)
- Gregorio Asbesta † (858-867 depuesto[nota 13]) (por segunda vez)
- Teodoro IV † (867-después de 878) (por segunda vez)[nota 14]
- Leone † (siglo X-siglo XI)
- Nicola † (siglo X-siglo XI)[nota 15]
  - Sede vacante o suprimida
- Ruggero † (1093-1104 falleció)
- Guglielmo † (mencionado en 1112)
- Uberto † (mencionado en 1117)
- Ugone † (antes del 1124-después de 1129)
- Baldovino †
- Guarino †
- Parisio †[nota 16]
- Richard Palmer † (antes del 1157-circa de enero de 1183[nota 17] nombrado arzobispo de Mesina)
- Anónimo † (mencionado el 19 de octubre de 1188)[nota 18]
- Lorenzo † (antes de noviembre de 1192-circa 1201 falleció)[nota 19]
- Gualtiero de Palena † (obispo electo)
- Godofredo † (circa 1202) (obispo electo)
- Anónimo † (mencionado en agosto de 1204)
- Andrea † (?-1207 falleció)
- Adamo † (mencionado en 1211)
- Bartolomeo † (antes de julio de 1215-después de septiembre de 1226)
- Corrado il teutonico † (circa 1228) (obispo electo)
- Gregorio † (antes del 1233-después del 25 de noviembre de 1254)
- Rinaldo de Lusio (de Lucchesio) †[nota 20]
- Matteo de Palermo ( de Magistro) † (antes del 5 de septiembre de 1255-después del 10 de septiembre de 1267)
- Simone da Lentini, O.P. † (circa 1269-circa 1294 falleció)
- Domenico da Saragozza, O.P. † (1296 o 10 de enero de 1304-8 de agosto de 1304 falleció)
- Filippo Sánchez de Azur † (20 de enero de 1305-29 de diciembre de 1312 falleció)
- Pietro di Moncada † (1313-4 de septiembre de 1336 falleció)
- Ogerio de Virzolo † (antes del 1338-circa 1341 falleció)
- Giacomo Guidone de Franchis † (20 de noviembre de 1342-15 de mayo de 1361 falleció)
- Enneco de Alemannia, O.P. † (10 de septiembre de 1361-1380 falleció)
- Francesco Dentice † (1380-15 de octubre de 1381 falleció)
- Giovanni d'Alife † (circa 1382-1385 falleció)
- Ludovico † (6 de octubre de 1386-1387 falleció)
- Tommaso de Erbes, O.S.B. † (18 de marzo de 1388-14 de marzo de 1419 falleció)
- Ruggero Bellomo † (15 de mayo de 1419-22 de enero de 1443 falleció)
- Juan García de Aragón, O.P. † (5 de octubre de 1444-3 de febrero de 1446 nombrado obispo de Mallorca)
- Paolo Santafè † (3 de febrero de 1446-4 de enero de 1460 falleció)
- Antonio Jacopo Venier † (9 de enero de 1462-26 de enero de 1463 nombrado obispo de León)
- Andrea Tolomei † (26 de enero de 1463-12 de junio de 1468 falleció)
- Dalmazio Gabriele, O.P. † (6 de septiembre de 1469-13 de enero de 1511 falleció)
- Guglielmo Raimondo Centelles † (4 de junio de 1512-22 de agosto de 1516 falleció)
- Pietro Urries † (28 de septiembre de 1516-1518 renunció)
- Ludovico Platamone † (18 de febrero de 1518-30 de mayo de 1540 falleció)
- Girolamo Beccadelli di Bologna † (29 de abril de 1541-16 de julio de 1560 falleció)
- Giovanni Orosco de Arzés † (6 de noviembre de 1562-11 de agosto de 1574 nombrado obispo de Catania)
- Gilberto Isfar y Corillas † (11 de agosto de 1574-23 de enero de 1579 nombrado obispo de Patti)
- Giovanni Castellano Orosco † (26 de junio de 1579-12 de mayo de 1602 falleció)
- Giuseppe Saladino † (31 de mayo de 1604-22 de noviembre de 1611 falleció)
- Juan Torres de Osorio † (13 de noviembre de 1613-19 de octubre de 1619 nombrado obispo de Catania)
- Paolo Faraone † (7 de octubre de 1619-12 de noviembre de 1629 falleció)
- Fabrizio Antinoro † (13 de noviembre de 1630-25 de julio de 1635 falleció)
- Francesco d'Elia e Rossi † (2 de mayo de 1639-6 de diciembre de 1647 falleció)
- Giovanni Antonio Capobianco † (22 de marzo de 1649-19 de mayo de 1673 falleció)
- Francesco Maria Rini, O.F.M. † (1 de octubre de 1674-19 de octubre de 1676 nombrado obispo de Agrigento)
- Francesco Fortezza † (14 de diciembre de 1676-13 de noviembre de 1693 falleció)
- Asdrubale Termini † (30 de mayo de 1695-6 de junio de 1722 falleció)
- Tommaso Marino, O.P. † (14 de febrero de 1724-2 de mayo de 1730 falleció)
  - Sede vacante (1730-1732)
- Matteo Trigona † (7 de mayo de 1732-10 de octubre de 1747 renunció)
- Francesco Testa † (6 de mayo de 1748-22 de abril de 1754 nombrado arzobispo de Monreale)
- Giuseppe Antonio de Requisenz, O.S.B. † (17 de febrero de 1755-enero de 1773 falleció)
- Giovanni Battista Alagona † (13 de septiembre de 1773-21 de septiembre de 1801 falleció)
- Gaetano Bonanno † (24 de mayo de 1802-6 de agosto de 1806 falleció)
- Filippo Trigona † (18 de septiembre de 1807-2 de enero de 1824 falleció)
- Giuseppe Amorelli † (20 de diciembre de 1824-13 de diciembre de 1840 falleció)
  - Sede vacante (1840-1845)
- Michele Manzo † (21 de abril de 1845-27 de septiembre de 1852 nombrado arzobispo de Chieti)
- Angelo Robino † (27 de junio de 1853-28 de agosto de 1868 falleció)
  - Sede vacante (1868-1872)
- Giuseppe Guarino † (23 de febrero de 1872-5 de julio de 1875 nombrado arzobispo de Mesina)
- Benedetto Lavecchia Guarnieri, O.F.M.Obs. † (5 de julio de 1875-6 de marzo de 1896 falleció)
- Giuseppe Fiorenza † (22 de junio de 1896-11 de diciembre de 1905 renunció[nota 21])
- Luigi Bignami † (11 de diciembre de 1905-27 de diciembre de 1919 falleció)
- Giacomo Carabelli † (13 de abril de 1921-16 de julio de 1932 falleció)
- Ettore Baranzini † (29 de abril de 1933-6 de marzo de 1968 falleció)
- Giuseppe Bonfiglioli † (6 de marzo de 1968 por sucesión-17 de abril de 1973 nombrado arzobispo de Cagliari)
- Calogero Lauricella † (8 de septiembre de 1973-20 de junio de 1989 falleció)
- Giuseppe Costanzo (7 de diciembre de 1989-12 de septiembre de 2008 retirado)
- Salvatore Pappalardo (12 de septiembre de 2008-24 de julio de 2020 retirado)
- Francesco Lomanto, desde el 24 de julio de 2020